# Luisa Valenzuela
Luisa Valenzuela, née le 26 novembre 1938 à Buenos Aires, est une écrivaine post-Boom et journaliste argentine.

## Biographie
Fille de l'écrivaine Luisa Mercedes Levinson et du médecin Pablo F. Valenzuela, Luisa Valenzuela naît le 26 novembre 1938 à Buenos Aires. Dans la maison familiale des auteurs tels qu'Adolfo Bioy Casares, Jorge Luis Borges et Ernesto Sabato se réunissent régulièrement. 
Elle fait ses études à la Belgrano Day School (en). Même si elle a un intérêt pour les sciences naturelles dès son plus jeune âge, elle commence à publier à 17 ans dans différents périodiques comme Atlántida, El Hogar et Esto Es, et travaille avec Jorge Luis Borges à la Bibliothèque nationale de la République argentine et aussi pour la Radio Belgrano (es). 
À 20 ans et à peine mariée à Théodore Marjak, un Français dans la marine marchande, elle déménage à Paris où elle travaille pour la Radiodiffusion-télévision française, et rencontre des membres du mouvement littéraire du nouveau roman et de la revue Tel Quel. Elle publie sa première fiction intitulée Clara (Hay que sonreír). En 1958, Luisa Valenzuela donne naissance à sa fille Anna-Luisa. En 1961 elle retourne vivre en Argentine, où elle travaille comme journaliste entre autres à La Nación et à la revue Crisis. Elle divorce en 1965. Entre 1967 et 1968, elle voyage en Bolivie, au Pérou et au Brésil avec son travail à La Nación.
En 1969, elle obtient une bourse Fulbright pour participer au International Writing Program (en) à l'université de l'Iowa, où elle écrit El gato eficaz qui est édité en 1972. Entre 1972 et 1974, elle va vivre entre Tepoztlán au Mexique où elle s'intéresse aux cultures indigènes mexicaines, Barcelone et Paris. Elle retourne en Argentine mais ne se sentant pas en sécurité sous la dictature de la Révolution argentine, elle décide en 1979 d'emménager à New York. Elle anime des séminaires ainsi que des ateliers d’écriture dans les universités de la ville, notamment à Columbia. Elle obtient en 1983 une bourse Guggenheim.

## Style
Son œuvre est caractérisée par un style expérimental qui interroge les structures sociales hiérarchiques d’un point de vue féministe. Des œuvres telles que Como en la guerra (1977), Cambio de armas (1982) et Cola de lagartija (1983) combinent une critique de la dictature et du patriarcat.

## Reconnaissance
- 1965 : prix Kraft
- 1966 : prix de l'Institut mexicain de cinématographie
- 1969 : bourse Fulbright (International Writing Program à l'université de l'Iowa)
- 1983 : bourse Guggenheim
- 1985 : résidence en tant que Distinguished Writer à l'université de New York
- 1997 : médaille « Machado de Assis » de l'Académie brésilienne des lettres
- 2004 : prix Astralba (université de Porto Rico)
- 2016 : grand prix d'honneur de la Sociedad Argentina de Escritores
- 2017 : docteure honoris causa de l'université nationale de San Martín.
- 2019 : prix Carlos Fuentes du secrétariat à la Culture du Mexique[6].

## Publications

### Romans
- (es) Hay que sonreír, Buenos Aires, Américalee, 1966.
- (es) El gato eficaz, Mexico, Joaquín Mortiz, 1972, 127 p. (ISBN 950-515-123-3).
- (es) Cola de lagartija, Buenos Aires, Bruguera, 1983.
- (es) Realidad nacional desde la cama, Buenos Aires, Sudamericana, 1990.
- (es) Novela negra con argentinos, Hanover (New Hampshire), Ediciones del Norte, 1990.
- (es) La Travesía, Buenos Aires, Norma, 2001.

### Nouvelles
- (es) Los heréticos, Buenos Aires, Paidós, 1967.
- (es) Aquí pasan cosas raras, Buenos Aires, Ediciones de la Flor, 1975.
- (es) Como en la guerra, Buenos Aires, Sudamericana, 1977.
- (es) Libro que no muerde, Mexico, UNAM, coll. « Difusión Cultural », 1980.
- (es) Cambio de armas, Hanover (New Hampshire), Ediciones del Norte, 1982.
- (es) Donde viven las águilas, Buenos Aires, Celtia, 1983.
- (en) Blame, Simon and Schuster, 1992.
- (es) Simetrías, Buenos Aires, Sudamericana, 1993.

### Essais
- (es) Peligrosas Palabras : reflexiones de una escritora, Buenos Aires, Temas, 2001, 231 p. (ISBN 987-9164-54-7).
- (es) Escritura y Secreto, Mexico, Ariel, 2002, 173 p. (ISBN 84-375-0534-8).
- (es) Los deseos oscuros y los otros (cuadernos de New York), Buenos Aires, Norma, 2002 (ISBN 987-545-079-0).

### Articles de presse
- (en) Sarah Lee et Ksenija Bilbija, « The Art of Fiction No. 170 : Luisa Valenzuela », The Paris Review, no 160,‎ 2001 (ISSN 0031-2037, lire en ligne).